# Michel Parizeau
Michel Gérard „Mike“ Parizeau (* 9. April 1948 in Montreal, Québec) ist ein ehemaliger kanadischer Eishockeyspieler und -trainer, der im Verlauf seiner aktiven Karriere zwischen 1965 und 1979 unter anderem 542 Spiele für die Nordiques de Québec, Indianapolis Racers und Cincinnati Stingers in der World Hockey Association (WHA) sowie 58 weitere Partien für die St. Louis Blues und Philadelphia Flyers in der National Hockey League (NHL) auf der Position des linken Flügelstürmers bestritten hat. Zwischen 1974 und 1976 war Parizeau der zweite Mannschaftskapitän in der Franchise-Geschichte der Nordiques de Québec. Nach seinem Karriereende arbeitete der zweimalige Teilnehmer am WHA All-Star Game als Trainer in der kanadischen Juniorenliga Ligue de hockey junior majeur du Québec (LHJMQ).

## Karriere
Parizeau verbrachte seine Juniorenzeit zunächst in seiner Geburtsstadt Montreal, wo er in der Saison 1964/65 für die Métros de Montréal in den unterklassigen Juniorenligen der franko-kanadischen Metropole spielte. Durch die Wahl im NHL Amateur Draft 1965 durch die New York Rangers aus der National Hockey League (NHL), die ihn in der dritten Runde an zehnter Stelle ausgewählt hatten, lief der Stürmer ab dem Herbst 1965 für die Rangers de Drummondville in der Vorgängerliga der Ligue de hockey junior majeur du Québec (LHJMQ) auf. Er verbrachte drei Jahre bei dem mit den New York Rangers kooperierenden Juniorenteam und nahm mit ihm im Jahr 1968 am prestigeträchtigen Memorial Cup teil. Im Rahmen der seit 1966 aufgenommenen Statistikerfassung absolvierte der Offensivspieler 108 Partien für die Rangers, in denen er 181 Scorerpunkte sammelte.
Zur Saison 1968/69 wechselte Parizeau – wie damals im Alter von 20 Jahren üblich – in den Profibereich. Da er den Sprung in den NHL-Kader der New York Rangers nicht schaffte, kam er bei deren Farmteam, den Omaha Knights, in der Central Hockey League (CHL) unter. Dort verbrachte der Angreifer insgesamt drei Spielzeiten bis zum Sommer 1971, die überaus erfolgreich verliefen, jedoch nicht dazu führten, dass es der Jungspieler in die NHL schaffte. Bereits in seiner Rookiesaison in Omaha sammelte er 61 Punkte. Zwar stellte das zweite Jahr mit nur 29 Punkten einen Rückschritt in seiner Offensivproduktion dar, dennoch gelang mit den Knights der Gewinn des Adams Cup. Den Titelgewinn konnte das Franchise im folgenden Jahr, in dem Parizeau mit 84 Punkten hinter seinem Teamkollegen Pierre Jarry Zweiter der Scorerwertung wurde, wiederholen. Zudem wurde er ins First All-Star Team der Liga berufen.
Durch die deutliche Steigerung in der Spielzeit 1970/71 sicherten sich die St. Louis Blues aus der NHL über den Intra-League Draft im Juni 1971 die Transferrechte des Franko-Kanadiers, der somit zum Beginn des Spieljahres 1971/72 im Aufgebot der Blues stand. Allerdings lief Parizeau nur bis Anfang Dezember für St. Louis auf, da er über die Waiver-Liste von den Philadelphia Flyers verpflichtet wurde, die damit seinen laufenden Vertrag übernahmen. Bei den Flyers beendete der Flügelstürmer mit weiteren 37 Einsätzen seine einzige NHL-Saison. Im Sommer 1972 wechselte er in die als Konkurrenzliga zur NHL gegründete World Hockey Association (WHA), wo sich die Nordiques de Québec bereits im Februar 1972 im Rahmen des WHA General Player Draft seine Transferrechte für diese Liga gesichert hatten. Zurück in seiner Heimatprovinz verbrachte er dreieinhalb Spielzeiten bei den Nordiques, deren zweiter Mannschaftskapitän der Franchise-Geschichte er zur Saison 1974/75 wurde, als er Jean-Guy Gendron beerbte. Im selben Jahr führte er Québec in die Finalserie um die Avco World Trophy, wo sie allerdings den Houston Aeros deutlich mit 0:4 unterlagen. Im Verlauf der Spielzeit 1975/76 trennten sich die Nordiques von ihrem Kapitän, als sie ihn im Tausch für gleich drei Spieler – Michel Dubois, Bill Prentice und Bob Fitchner – an den Ligakonkurrenten Indianapolis Racers abgaben.
Bei den Indianapolis Racers nahm Parizeau eine andere Rolle ein und war nicht mehr der erfolgreiche Scorer, der in seinen drei Jahren bei den Nordiques de Québec stets mindestens 60 Punkte pro Saison gesammelt hatte. Dennoch war er weiterhin erfolgreich in der WHA unterwegs und nahm im Jahr 1977 zum zweiten Mal nach 1973 am WHA All-Star Game teil. Letztlich verbrachte er auch in Diensten der Racers drei Jahre in der Liga, ehe diese im Februar 1979 den Spielbetrieb aus finanziellen Gründen noch in der laufenden Saison einstellen mussten. Er wechselte daraufhin als Free Agent zu den Cincinnati Stingers, wo er die Saison 1978/79 beendete. Da die WHA in der Folge der Spielzeit aufgelöst wurde und die Stingers nicht zu den vier Franchises gehörten, die in die NHL aufgenommen wurden, sicherten sich die Edmonton Oilers, die eines der vier Teams waren, beim WHA Dispersal Draft 1979 Parizeaus Dienste. Der 31-Jährige entschied sich jedoch gegen eine Fortsetzung seiner Karriere und beendete diese in der Folge.
Statt weiter als Spieler aktiv zu sein, begann Parizeau zur Saison 1979/80 als Cheftrainer der Syracuse Firebirds in der American Hockey League (AHL) zu arbeiten. Das Engagement endete jedoch mit der Auflösung des Franchises nach der Saison. Erst zur Spielzeit 1983/84 kehrte er wieder hinter die Bande zurück, als er die Saguenéens de Chicoutimi aus der LHJMQ für ein Jahr betreute. Anschließend war er zwischen 1984 und 1987 für den Ligakonkurrenten Voltigeurs de Drummondville in gleicher Position tätig. Zudem agierte er als Assistenztrainer der kanadischen U20-Nationalmannschaft bei der Junioren-Weltmeisterschaft 1986, bei der die Kanadier im eigenen Land die Silbermedaille gewannen. Nach 1987 zog sich Parizeau vollständig aus dem Eishockey zurück und arbeitete erfolgreich im Versicherungswesen in seiner Wahlheimat Drummondville.

## Erfolge und Auszeichnungen
| - 1970 Adams-Cup-Gewinn mit den Omaha Knights - 1971 Adams-Cup-Gewinn mit den Omaha Knights - 1971 CHL First All-Star Team | - 1973 Teilnahme am WHA All-Star Game - 1977 Teilnahme am WHA All-Star Game |

## Karrierestatistik
(Legende zur Spielerstatistik: Sp oder GP = absolvierte Spiele; T oder G = erzielte Tore; V oder A = erzielte Assists; Pkt oder Pts = erzielte Scorerpunkte; SM oder PIM = erhaltene Strafminuten; +/− = Plus/Minus-Bilanz; PP = erzielte Überzahltore; SH = erzielte Unterzahltore; GW = erzielte Siegtore; 1 Play-downs/Relegation; Kursiv: Statistik nicht vollständig)